# Inglange
Inglange (fràncic lorenès Engléng) és un municipi francès situat al departament del Mosel·la i a la regió del Gran Est. L'any 2007 tenia 382 habitants.

## Demografia

### Població
El 2007 la població de fet d'Inglange era de 382 persones. Hi havia 136 famílies, de les quals 17 eren unipersonals (13 homes vivint sols i 4 dones vivint soles), 62 parelles sense fills, 48 parelles amb fills i 9 famílies monoparentals amb fills.
La població ha evolucionat segons el següent gràfic:
Habitants censats

### Habitatges
Tots els 134 habitatges que hi havia el 2007 eren l'habitatge principal de la família. 114 eren cases i 20 eren apartaments. Dels 134 habitatges principals, 109 estaven ocupats pels seus propietaris, 20 estaven llogats i ocupats pels llogaters i 5 estaven cedits a títol gratuït; 8 tenien dues cambres, 13 en tenien tres, 15 en tenien quatre i 98 en tenien cinc o més. 118 habitatges disposaven pel capbaix d'una plaça de pàrquing. A 35 habitatges hi havia un automòbil i a 91 n'hi havia dos o més.

### Piràmide de població
La piràmide de població per edats i sexe el 2009 era:
| Homes | Edats   | Dones |
| ----- | ------- | ----- |
| 0     | 95 o +  | 0     |
| 0     | 90 a 94 | 0     |
| 0     | 85 a 89 | 4     |
| 0     | 80 a 84 | 4     |
| 0     | 75 a 79 | 4     |
| 4     | 70 a 74 | 0     |
| 4     | 65 a 69 | 4     |
| 8     | 60 a 64 | 4     |
| 4     | 55 a 59 | 4     |
| 12    | 50 a 54 | 12    |
| 16    | 45 a 49 | 16    |
| 0     | 40 a 44 | 12    |
| 16    | 35 a 39 | 8     |
| 12    | 30 a 34 | 12    |
| 4     | 25 a 29 | 4     |
| 8     | 20 a 24 | 8     |
| 4     | 15 a 19 | 8     |
| 4     | 10 a 14 | 12    |
| 4     | 5 a 9   | 20    |
| 4     | 0 a 4   | 8     |

## Economia
El 2007 la població en edat de treballar era de 260 persones, 192 eren actives i 68 eren inactives. De les 192 persones actives 180 estaven ocupades (97 homes i 83 dones) i 12 estaven aturades (5 homes i 7 dones). De les 68 persones inactives 16 estaven jubilades, 24 estaven estudiant i 28 estaven classificades com a «altres inactius».

### Ingressos
El 2009 a Inglange hi havia 133 unitats fiscals que integraven 378,5 persones, la mediana anual d'ingressos fiscals per persona era de 21.019 €.

### Activitats econòmiques
Dels 5 establiments que hi havia el 2007, 1 era d'una empresa de fabricació d'altres productes industrials, 2 d'empreses de construcció, 1 d'una empresa de transport i 1 d'una empresa classificada com a «altres activitats de serveis».
L'únic servei als particulars que hi havia el 2009 era un saló de bellesa.
L'any 2000 a Inglange hi havia 7 explotacions agrícoles que ocupaven un total de 276 hectàrees.

## Poblacions més properes
El següent diagrama mostra les poblacions més properes.